# Carl Joseph Anton Mittermaier

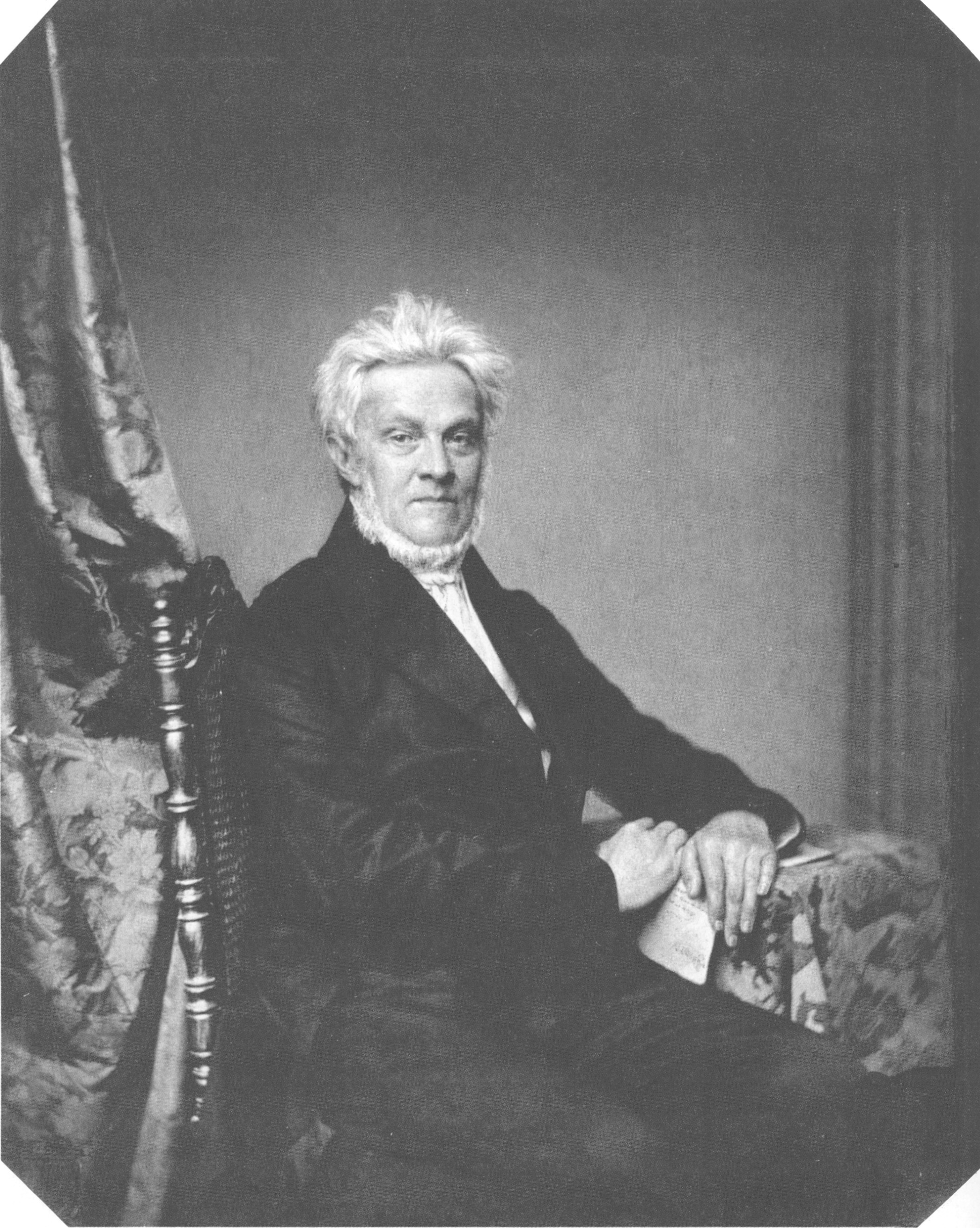
Carl Joseph Anton Mittermaier, Portret door Franz Hanfstaengl, rond 1860.

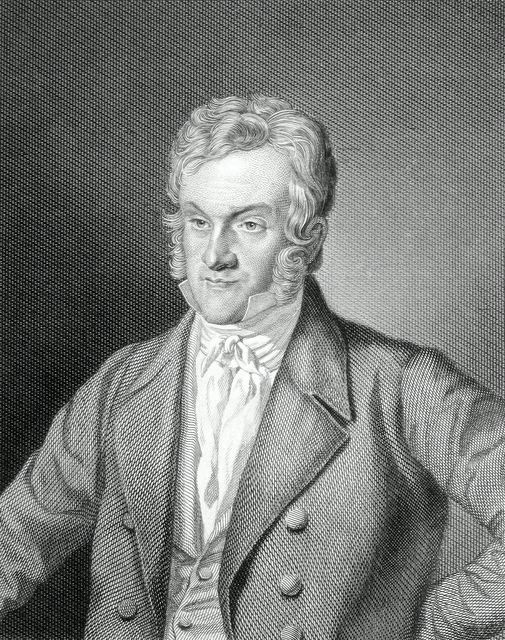
Carl Joseph Anton Mittermaier, rond 1850.

Carl Joseph Anton Mittermaier (München, 5 augustus 1787 - Heidelberg, 28 augustus 1867) was een Duits rechtsgeleerde, hoogleraar, politicus en publicist. Hij wordt beschouwd als een van de voornaamste negentiende-eeuwse Duitse juristen op het gebied van Strafrecht.

## Levensloop
Mittermaier was een zoon van de apotheker in de Münchense "Rosenapotheke", Joseph Georg Jakob Mittermaier (1750–1797). Zijn moeder, Katharina Maria Orthmayr (1759–1828), was een zus van de zeevaarder en ontdekkingsreiziger Heinrich Zimmermann, stuurman bij kapitein James Cook.
Mittermaier trouwde met Margarethe von Walther (°1786) en ze kregen zes kinderen. Hij werd de schoonvader van de Badense hoge ambtenaar Friedrich von Krafft-Ebing en de grootvader van Richard von Krafft-Ebing.

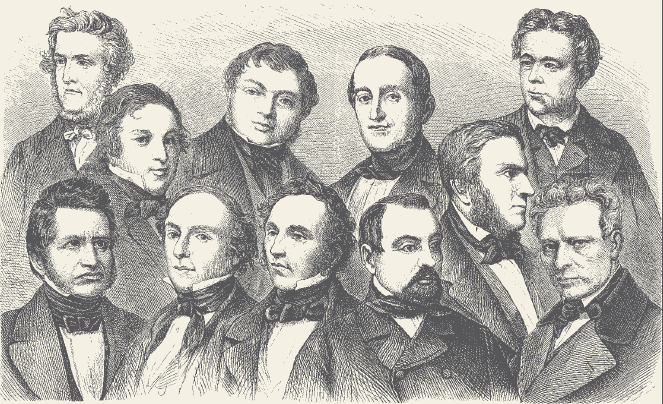
Karl Joseph Anton Mittermeier, eerste boven links gezeten, als een van de 'Elf Liberalen'.

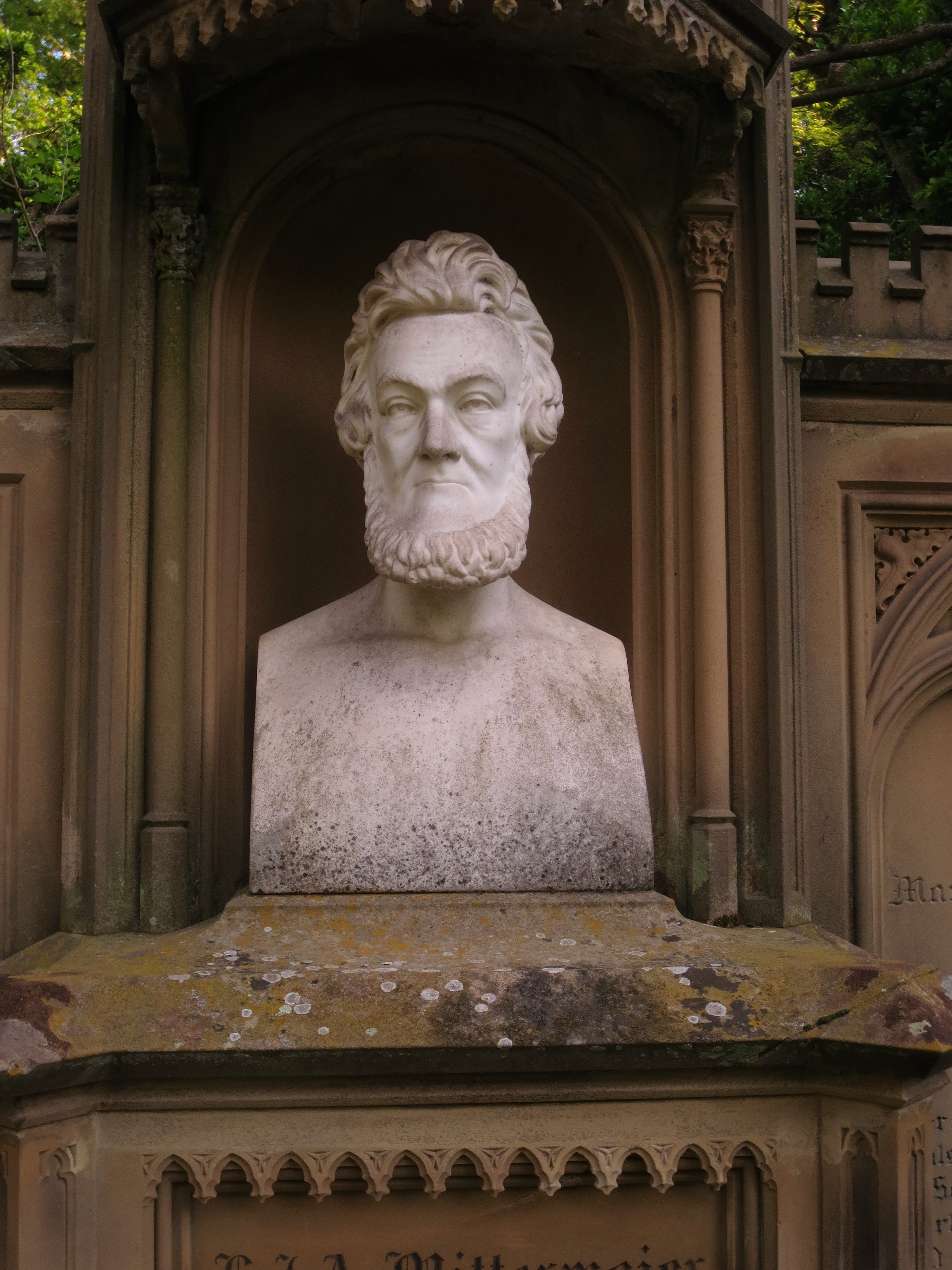
Carl Joseph Anton Mittermaier, marmerbuste op het familiegraf.

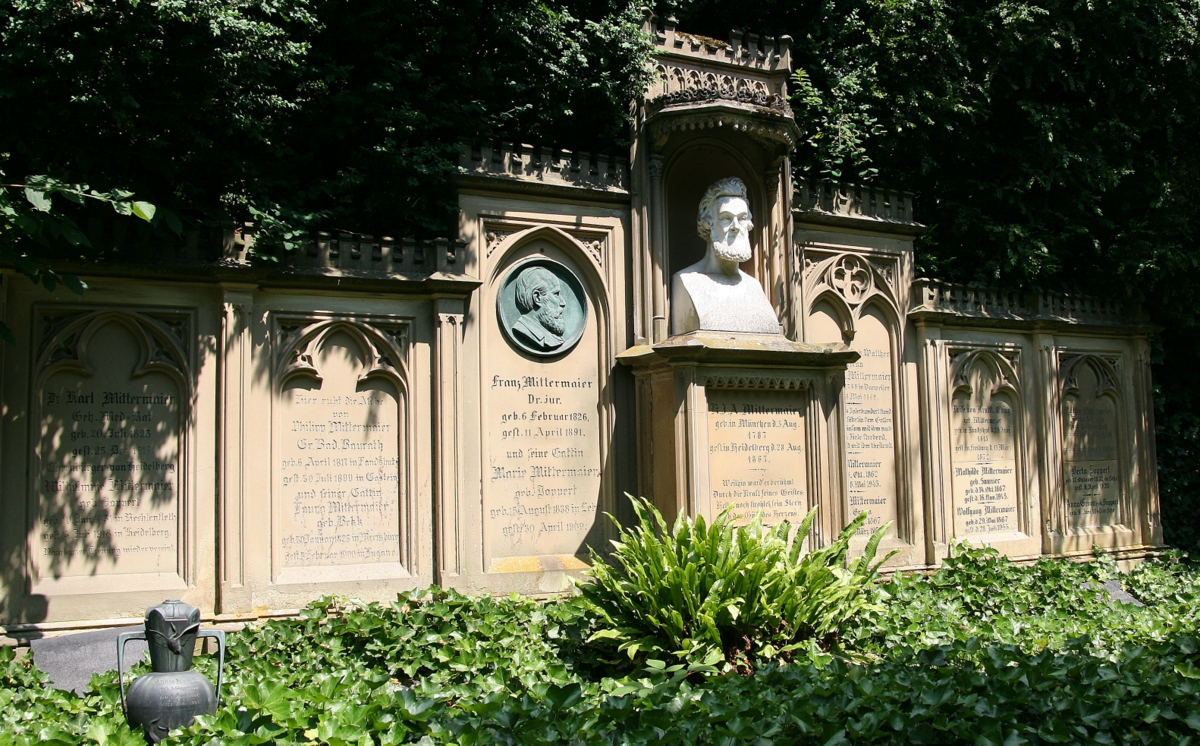
Het familiegraf Mittermaier op het kerkhof van Heidelberg

Mittermaier studeerde aan het gymnasium in München en vervolgde met studies rechten aan de Universiteit van Landshut, terwijl hij promoveerde tot doctor aan de Ruprecht-Karls-Universität Heidelberg.
Hij begon als privédocent, maar werd in 1811 benoemd tot hoogleraar rechten in Landshut. Hij werd driemaal rector magnificus van zijn alma mater. In 1819 verhuisde hij naar de Rheinische Friedrich-Wilhelms-Universität Bonn en in 1821 naar Heidelberg. Hij ondernam heel wat studiereizen en werd uitgever van verschillende juridische en politieke geschriften. Samen met Karl Mathy en Friedrich Daniel Bassermann stichtte hij de Deutsche Zeitung (1847–1850). Hij was ook de auteur van het Rotteck-Welckersches Staatslexikon.
Hij werd een van de centrale figuren binnen de groep van de gematigde liberalen. Vanaf 1829 was hij lid van de grondwetscommissie voor het Land Baden. Van 1831 tot 1840 en van 1846 tot 1849 was hij lid van de Tweede Kamer in het Badense standenparlement. Van 1833 tot 1840 was hij er voorzitter van. Hij nam deel aan het Weinheimer Pressefest in 1832 en aan de Heidelberger Versammlung in 1848.
Mittermaier was in 1848 voorzitter van het Vorparlament in Frankfurt am Main en hij vertegenwoordigde Baden-Baden van 18 mei 1848 tot 30 mei 1849 in de Frankfurter Nationalversammlung. Hij was er lid van de fracties Württemberger Hof en Augsburger Hof en nam deel aan de verkiezing van Friedrich Wilhelm IV tot keizer van Duitsland.
Mittermaier ontving talrijke buitenlandse eredoctoraten en was lid van vele wetenschappelijke genootschappen in Europa en in de Verenigde Staten. Hij ontving de hooggeprezen Pruisische onderscheiding Pour le Mérite. In 1836 werd hij ereburger van Heidelberg.
Mittermaier heeft zijn bekendheid vooral te danken aan zijn talrijke geschriften gewijd aan jurisprudentie Hij was daarbij een belangrijk pleiter voor hervorming van de Duitse strafprocedure en voor de gevangenisreglementen en -discipline. Hij heeft zeer veel gepubliceerd, vooral over allerhande aspecten van het recht en over alle zaken die in zijn tijd de jurisprudentie aangingen. Hij gebruikte statistische gegevens om aan te tonen dat de doodstraf geen probaat afschrikkingsmiddel was en hij beïnvloedde andere juristen om tegenstanders van de doodstraf te worden.
In 1822 kocht hij het huis dat had toebehoord aan de ouders van Richard von Krafft-Ebing en het werd voortaan het Palais Mittermaier genoemd. Gelegen Karlstraße 8, is het een van de oudste barokgebouwen in de historische stad Heidelberg.

## Publicaties
- Handbuch des peinlichen Prozesses, 2 vols., Heidelberg, 1810–12.
- Lehrbuch des deutschen Privatrechts, Landshut, 1821.
- Theorie des Beweises im peinlichen Prozesse, 2 vols., Darmstadt, 1821.
- Der gemeine deutsche bürgerliche Prozess , 1820–26.
- Das deutsche Strafverfahren in der Fortbildung durch Gerichtsgebrauch und Particulargesetzgebung, 2 vols., 1832.
- Lehrbuch des Criminalprozesses (talrijke edities).
- Die Lehre vom Beweise im deutschen Strafprozesse, 1834 (in het Frans in 1848, in het Spaans in 1851).
- Grundsätze des gemeinen deutschen Privatrechts, mit Einschluss des Handel-, Wechsel- und Seerechts, 2 vols., Regensburg, 1837–38.
- Italienische Zustände, Heidelberg, 1844.
- Die Mündlichkeit, das Anklageprincip, die Oeffentlichkeit und das Geschworenengericht, Stuttgart, 1845.
- Das deutsche Strafverfahren in der Fortbildung durch Gerichtsgebrauch und Landesgesetzbücher, Heidelberg, 1845–46.
- Das englische, schottische und nordamerikanische Strafverfahren, Erlangen, 1851.
- Anleitung zur Vertheidigungskunst im Criminalprozesse, 1858.
- Die Gefängnissverbesserung, 1858.
- Der gegenwärtige Zustand der Gefängnissfrage, 1860.
- Die Todesstrafe (...), Heidelberg, 1862.
- Erfahrungen über die Wirksamkeit der Schwurgerichte in Europa und Amerika, 1865.

## Voetnoten
1. ↑  Max Leitschuh, Die Matrikeln der Oberklassen des Wilhelmsgymnasiums in München, 4 Bde., München 1970-1976.
2. ↑  Für Freiheit und Demokratie. Badische Parlamentsgeschichte 1818–1933. Eine Chronik zur demokratischen Bewegung seit 1818 mit Biographien, historischen Film- und Tonaufnahmen, Wahlergebnissen, Bilddokumenten und einer umfassenden Bibliographie. (Multimedia CD-ROM, herausgegeben vom Stadtarchiv Karlsruhe). Karlsruhe 1997, ISBN 3-9805956-0-9.
3. ↑  Heinrich Best & Wilhelm Weege: Biographisches Handbuch der Abgeordneten der Frankfurter Nationalversammlung 1848/49, Düsseldorf, 1998, ISBN 3-7700-0919-3.
4. ↑  Der Orden Pour le Mérite. Für Wissenschaften und Künste. Die Mitglieder des Ordens Band I (1842–1881), Berlijn, 1975.